# Jylhänjärvi
Jylhänjärvi är en sjö i Finland. Den ligger i kommunen Kärsämäki i landskapet Norra Österbotten, i den centrala delen av landet, 400 km norr om huvudstaden Helsingfors. Jylhänjärvi ligger 124 meter över havet. Arean är 11,7 hektar och strandlinjen är 1,53 kilometer lång. Sjön  ingår i Siikajokis huvudavrinningsområde.   I omgivningarna runt Jylhänjärvi växer i huvudsak blandskog.